# Бурылова, Екатерина Дмитриевна
Екатерина Дмитриевна Бурылова (род. 6 января 1990 года) — российская самбистка, Мастер спорта России по борьбе самбо, город Краснокамск.

## Спортивные достижения
- Победительница Первенства Мира
- Победительница Первенства Европы
- Победительница Первенства России.
- Призёр Чемпионата Приволжского ФО
- Победительница Спартакиады молодежи России
- Чемпионка мира
- Призёр Этапа Кубка мира
- Призёр Кубка России

Екатерина Бурылова награждена денежным призом по итогам 2007 года.